# 襟

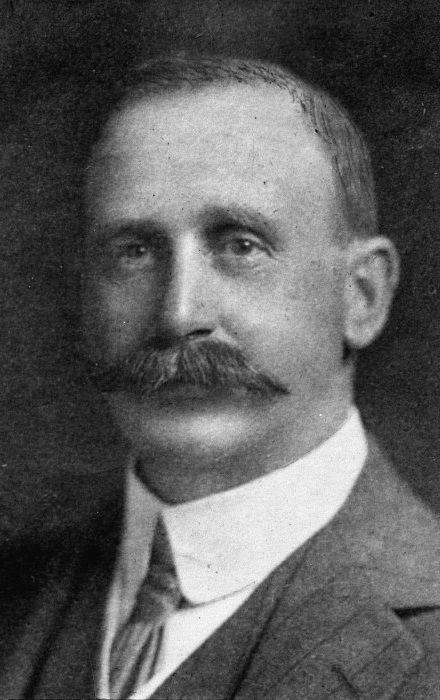
襟
サー・アーサー・ミールジーナー・マイヤーズの肖像より

ワイシャツの襟より、上からラウンドカラー、レギュラーカラー、ショートポイントカラー、ボタンダウン、タブカラー、ウィングカラー

シャツの襟より、上からポロシャツ、ヘンリーネック、UネックのTシャツ

襟・衿（えり）は、衣服において、首を取り囲む所につけられている部分。英語のカラー（collar）に相当するが、本来、カラーは衣服の身頃との接合とは関係なく頸部につける円筒状の物の総称をいう（後述）。

## 歴史
江馬務によると襟とは衣服の端（縁辺、へり）を指す語であるという。また、えりの漢字には「襟」や「衿」がある。杉本正年によると古代中国には襟の部分を表現する文字が多くあり当時から襟の文化が発達していたという。
一方、英語のカラー（collar）は本来は材質や衣服の身頃との接合と関係なく、頸部につける円筒状の物の総称をいう。カラーは古代エジプトでは最も発達した装身具であった。カラーには衣服の身頃と接合しておらず、スカーフカラー（Scarf collar）のように独立して着装することが可能なものもあるが襟の分類から除外されることがある。なお、首に巻くものは付け襟とも呼ばれている。
襟は諸地域の衣服で自然発生したと考えられているが、西洋の服装史では14世紀後半のプールポワンの裁断図には襟が含まれており、立体裁断の発達とともに複雑化・洗練化された。

## 襟の機能

### 襟と気候
襟は衣服の首回りに当たる部分ではあるが、その服飾が発達した地域で様々な方向性が模索され、日常的に着る衣服では、地域の気候風土に即した発展を見せている。

### 襟と装飾
襟回りは会話の際に、相手の顔に次いで良く目に入る場所である。このため衣服にも装飾や意匠が凝らされる場合もある。
やや装飾とは趣を異にするが、軍服では襟に階級章などを添付する場合があり、それらは襟章と呼ばれる。その一方で議員記章（いわゆる「議員バッジ」）など社会的役職を示すバッジ（ないしメダル）を飾る場合もある。

## 襟の構造
襟腰と襟幅
折り返された衿により頸部に沿って立つ部分を襟腰（衿腰）という。襟幅（衿幅）は立ち襟の衣服では頸部に沿って立つ部分（のぼり代）をいう。また、折り襟の衣服では頸部に沿って立つ襟腰まで含めて襟幅という場合と、襟腰と区別して折り返った部分のみを襟幅という場合がある。
ラペル
衣服の襟と前身頃は接合しているが、襟が折り返りそれとともに転じている前身頃の部分をラペルという。下襟ともいう。

## 襟の分類

### 構造上の分類
襟は頸部に沿って立つ立ち襟（立ち衿）、折り返されている折り襟（折り衿）、前に開いたラペルを構成要素に含む開き襟（開き衿）に分類される。
- 立ち襟（立襟）
  - 立体構成には詰襟、スタンドカラー、マンダリンカラーなどがある（出典参照）[1]。
    - 詰襟
    - スタンドカラー（stand collar）
    - マンダリンカラー（mandarin collar）
    - ミリタリーカラー（military collar）
    - 襞襟（ひだえり、ruff）
    - ピカデリーカラー（piccadilly collar）
    - ポークカラー（Poke collar）
    - グラッドストンカラー（Gladstone collar）
    - ジョニーカラー（Johnny collar）
    - バンドカラー（Band collar）

  - 平面構成には棒衿（ぼうえり）、広衿（ひろえり）、撥衿（ばちえり）などがある[1]。
- 折り襟（折襟）
  - 折り襟にはステンカラー、ロールカラー、ポロカラー、リングカラーなどがある（出典参照）[1]。
    - ロールカラー（roll collar）
    - ポロカラー（polo collar）
    - コンバーチブルカラー（convertible collar）
    - リングカラー（ring collar）
    - フォーリング・バンド（falling band）
    - バーサカラー（bertha collar）
    - ピエロカラー（Pierrot collar）
    - ケープカラー（cape collar）
    - バスター・ブラウン・カラー（Buster Brown collar）
    - ピーターパンカラー（Peter Pan collar）
    - イートンカラー（eton collar）

- 開き襟（開襟）

女性服のテーラードカラーの例

セーラーカラー

  - 開き襟にはテーラードカラー、アルスターカラー、ワイド・スプレッド・カラー、ウィングカラーなどがある（出典参照）[1]。
    - テーラードカラー（tailored collar）
    - アルスターカラー（ulster collar）
    - ワイド・スプレッド・カラー（wide spread collar）
    - ウィングカラー（wing collar）

なお、ワイシャツやポロシャツなどに付けられる台襟は立ち襟と折り襟の複合形とされている。また、ショールカラー（shawl collar）やセーラーカラー（sailor collar）は折り襟にも開き襟にも分類することができる。
構造上の分類ではスタンダップ・カラー（スタンド・カラー、立衿）、フラット・フィッティング・カラー（フラット・カラー）、ロールド・カラーに分類されることもある。

### パターンによる分類
襟はパターン（洋裁用型紙）に開いたときの形状から、ストレート（直線的）、コンケープ状、コンベックス状に分類される。

### 衣服の種類と襟

#### ワイシャツ
- ポロカラー（ボタンダウン）
- レギュラーカラー
- ワイドカラー

#### 和装
- 地衿（じえり）
- 掛衿（かけえり）
- 半衿 - 襦袢に付ける、付け替えの衿。

#### その他の襟の呼称
- ボートネック - ゆるやかな曲線で横に広くくられた、浅い船底形の衿。
- Uネック
- Vネック
- キーネック
- ハイネック
- とっくり襟（タートルネック）
- 丸首襟（クルー・ネック crew neck / フィッシャーマン・ネック）。
- ヘンリー・ネック (henley neck) - 前開きでボタン留めのクルー・ネック。オックスフォード州のヘンリーで行われたボートレースの選手の着用した襟型が起源。
- ドッグイヤーカラー - 犬の耳に似た襟、ボタンで閉じればスタンドカラーになる。ドリズラーに使われている。
- デタッチャブルカラー（英語版） - 襟や袖口がボタンで取り外せるようになっている。